# 다양한 영혼이 말하는 교훈적 담론
다양한  영혼이 말하는 교훈적 담론 ( Edifying Discourses in Diverse Spirits )는 1847년 3월 13일에 출판된 쇠렌 키르케고르의 저서이다.  이 책은 세 개의 부분으로 나뉘어 있다.  그는 한 개인의 양심에 있어 죄책과 죄에 대한 개념에 관하여 책을 쓰기로 생각하였는 데, 그의 생각은 요한 볼프강 폰 괴테와 게오르크 빌헬름 프리드리히 헤겔의 이성과 본성에 관한 것에서부터 비롯되었다.  이 책은 인간의 본성과 이성이 완벽하다는 그들의 주장을 반박하기 위해 쓴 것이다. 

## 구조

### 1부
1부에서는 사람에게 죄책은 없다라고 말하는 자들에 대한 반발을 기록하였다. 키르케고르는 많은 질문을 통하여 이런 생각이 잘못되었음을 지적하고 있다.

### 2부
2부에서는 사람의 본성이 완벽하다는 자들에 대한 반박이다.  

### 3부
3부에서는 구체적인 예를 들어 개념을 설명하고 있다.  그리스도가 구체적인 사람의 예임을 설명하고, 그리스도를 따르는 것이 기쁨임을 말하였다.  또한, 두 개의 마음을 품은 것이 개인에게 있어 영혼이 병이 든 것으로 설명하였다. 